# 茉崎ミユキ
茉崎 ミユキ(まつざき みゆき）は、日本の漫画家、イラストレーター。

## 商業活動

### 単行本
- 「数学ガール ゲーデルの不完全性定理」(1) (2011年4月23日、原作：結城浩、メディアファクトリー、MFコミックス アライブシリーズ）ISBN 978-4840137881
- 「数学ガール ゲーデルの不完全性定理」(2)完結 (2012年1月23日、原作：結城浩、メディアファクトリー、MFコミックス アライブシリーズ）ISBN 978-4-8401-4096-6
- 「恋色カプセル 」 (2016年12月23日、KADOKAWA / メディアファクトリー)ISBN 978-4-0406-8703-2
- 「君はラーメン屋で恋をする」 (2016年12月23日、KADOKAWA / メディアファクトリー)ISBN 978-4-0406-8704-9

### 漫画
- 「数学ガール ゲーデルの不完全性定理」（原作：結城浩、2010年 - 2011年、メディアファクトリー、月刊コミックアライブ）
- 「百合姫Collection Vol.1」（2010年7月17日、一迅社、短編読み切り二作品「Lの放課後」「紫の太陽」収録） ISBN 978-4758070966
- 「ピュア百合アンソロジー ひらり、 Vol.1」（2010年4月24日、新書館、短編読み切り「檸檬の」収録）ISBN 978-4403670916
- 「まんがタイムラブリー7月号」(2009年6月12日、芳文社、短編読み切り「FLIGHT TAXI」収録)

### その他イラスト
- 「百合少女Vol3」（2010年10月22日、コスミック出版、カラーピンナップ）ISBN 978-4774730356
- 「月刊コミックラッシュ」（2010年10月号、ジャイブ、カラーピンナップ）
- 「メガミマガジンクリエイターズ vol.11」（2008年3月22日、学研パブリッシング、総扉）
- 絵師100人展 03（2013年4月28日～5月6日）

## 同人活動
2007年より「プロペラプロンプト（ぷろぺらぷろんぷと）」名義にて同人誌即売会に参加。
以降コミックマーケットとコミティアを中心にオリジナル創作ジャンルの執筆活動を行っている。
デビュー作であり後に商業誌収録も行われた「Lの放課後」「紫の太陽」に加え百合商業誌「ピュア百合アンソロジー ひらり、」等での精力的な執筆活動もあり百合 (ジャンル)作家というイメージもあるが男女の恋愛漫画も数多く手がけており、学生同士から年の差カップルまで実に幅広く多彩な作品を展開している。